# NGC 7719
NGC 7719 (również PGC 71961) – galaktyka spiralna (Sab), znajdująca się w gwiazdozbiorze Wodnika. Odkrył ją Francis Leavenworth 11 sierpnia 1885 roku. Towarzyszy jej mały obiekt, przez niektóre źródła identyfikowany jako galaktyka, lecz jego natura nie jest jeszcze potwierdzona i nie wiadomo, czy jest on fizycznie związany z galaktyką NGC 7719.